# Май 68 във Франция
Май 68 е първият социален следвоенен бунт в Западния свят.
Скъсването със следвоенния консенсус за реконструиране на Европа е сред най-важните елементи на френския май, който го превръща в един от най-ключовите исторически моменти за социалните движения.
Май 68 започва като серия от стачки и окупации, които избухват в различни университети и училища в Париж, като резултат от конфронтацията между студенти и университетската администрация и полицията. Опитите на правителството на Шарл дьо Гол да потуши тези стачки чрез полицейска сила само разпалват ситуацията още повече, водейки до улични сблъсъци с органите на реда. Те са последвани от общи стачки и окупации из цяла Франция, в които участват 10 млн. работници, близо 2/3 от френската работна сила.
В рамките на няколко дни движението на бунтуващите се студенти разпространява из цялата страна съмнението към йерархията и започва да я премахва в храма на знанието – университета. Студентите започват да се самоорганизират чрез събрания и асамблеи. Студентското движение предлага критичен поглед към основите на съвременната култура: консуматорското общество, разделението между ръчния и интелектуалния труд, неравенството между половете, политиките на война и други проявления на бюрократичното капиталистическо общество.
Движението се характеризира със спонтанния си, децентрализиран и неоторизиран уклон, което поражда конфликт между него и правителството, синдикатите и работническите партии. Това е най-голямата обща стачка, провеждана някога във Франция и е първата неоторизирана обща стачка в света.
Последвалите ги оставка на правителството и призив за нови парламентарни избори бележат края на движението. Въпреки че правителството се разпада, революционният ентусиазъм също започва да спада. Работниците се връщат на работа след призива на CGT (Обща конфедерация на труда) и нейното политическо тяло – Френската комунистическа партия, която заклеймява бунта от самото начало и не взима участие в него, в резултат на което партията на Дьо Гол по-късно става по-силна.
Френският май има социални последствия: терминът Май 68 се превръща в синоним на промяната на социалните ценности. Във Франция (и не само) той се счита за отправна точка на преминаването от консерватизъм (религия, патриотизъм, уважение към властта) към прогресивни идеи (равенство, човешки права, сексуално освобождение).